# Накасонэ, Хирофуми
Хирофуми Накасонэ (яп. 中曽根 弘文 Накасонэ Хирофуми, род. 28 ноября 1945) — японский государственный деятель.
Министр иностранных дел Японии в сентябре 2008 года — сентябре 2009 года в правительстве Таро Асо. Сын бывшего премьер-министра Японии Ясухиро Накасонэ.

## Награды
- Офицер ордена «За заслуги перед Литвой» (18 января 2007 года, Литва)[2].